# Prosipho sindemarkae
Prosipho sindemarkae is een slakkensoort uit de familie van de Buccinidae. De wetenschappelijke naam van de soort is voor het eerst geldig gepubliceerd in 2003 door Engl.